# Maraland
Maraland es un distrito autónomo del estado de  Mizoram en la India. La capital es Saiha. Otros distritos autónomos de Mizoram son los de Lai y Chakma. Estos tres distritos han solicitado su separación de Mizoram para convertirse en un territorio de la Unión India, y existe la Union territory Demand Army, que opera militarmente reforzando esta petición.
Los maras son el pueblo que ocupa este territorio siendo actualmente unos 50.000 individuos.

## Bandera
Su bandera es blanca sobre azul con un pájaro o águila en el centro.
- Datos: Q9028430